# مجله مقاله‌هایی در پرستاری سلامت روان
مقاله‌هایی در پرستاری سلامت روان (به انگلیسی: Issues in Mental Health Nursing) نام مجله نقد همترازی در زمینه روان‌پرستاری و بهداشت روان  است که از سال ۱۹۷۸ به صورت ماهنامه به وسیلهٔ نشر اینفورما هِلث‌کِیر (Informa Healthcare) منتشر می‌شود.
با توجه به اینکه در این زمینه، پرستاری بالینی نخستین ابزار گسترش دانش پرستاری است این مجله پایگاه داده‌ای از مقالات و اصطلاحات را برای نهادهای گوناگون و مخاطبان در تمام سنین فراهم می‌کند.
سردبیر این مجله سندرا پی. توماس (Sandra P. Thomas) از دانشگاه تنسی است.